# Crush on You (Nero)
Crush on You is een single van de Britse band Nero van hun debuutalbum Welcome Reality. Het nummer is de opvolger van Promises.

## Tracklist
| Nr. | Titel        | Duur |
| --- | ------------ | ---- |
| 1.  | Crush on You | 4:10 |

| Nr. | Titel                            | Duur |
| --- | -------------------------------- | ---- |
| 1.  | Crush on You                     | 2:48 |
| 2.  | Crush on You (Knife Party Remix) | 4:26 |
| 3.  | Crush on You (Brodinski Remix)   | 4:35 |
| 4.  | Crush on You (KillSonik Remix)   | 4:54 |

## Hitlijsten

### VlaamseUltratop 50
| Positie: | 49 | 48 | uit |